# Trikonasana

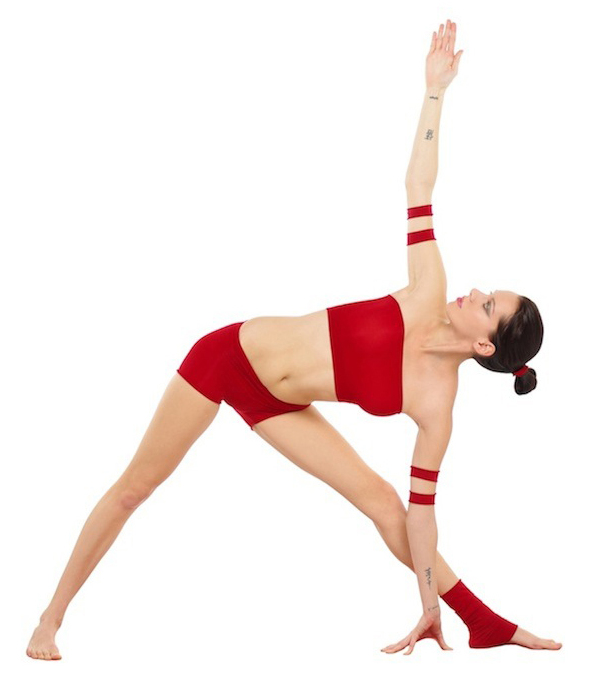
Trikonasana

Trikonasana (Sanskriet voor driehoekhouding) is een veelvoorkomende houding of asana. De houding wordt ook wel Utthita Trikonasana, ofwel Gestrekte Driehoek genoemd. Deze houding heeft de vorm van een volmaakte gelijkzijdige driehoek.
| Sanskriet | vertaling                   |
| utthita   | uitgestrekt                 |
| tri       | drie                        |
| kona      | hoek                        |
| trikona   | driehoek                    |
| asana     | houding (letterlijk: 'zit') |

## Beschrijving
De Gestrekte Driehoek is een staande houding, die begint vanuit de Utthita Tadasana (Ster met vijf Punten): de voeten staan ver uit elkaar. De armen gaan omhoog tot in een horizontale lijn op schouderhoogte. Hierbij wordt er ingeademd.
Vanuit de Gestrekte Berg draait de rechtervoet naar buiten en de tenen van de linkervoet naar binnen. Het rechterbovenbeen draait naar achteren totdat de knie zich boven de enkel bevindt. Vervolgens wordt er via een diepe buiging in de rechterheup uitgeademd. De rechterhand komt op het scheenbeen, de linkerhand omhoog. Via een buiging komt het lichaam via de zijstrekking in een torsie aan de linkerkant van het bovenlichaam. De ogen zijn gericht op de linkerduim.
In deze houding wordt een aantal keren in en uitgeademd en dan wordt de houding herhaald aan de andere zijde.

## Gebruikelijke fouten
- De leidende knie is gedraaid, staat niet stevig en niet in lijn met het centrum van de leidende voet, gezicht en dijbeen.
- Om de hand de grond te laten raken wordt er een voorwaartse buiging gemaakt, in plaats van een zijstrekking.
- Een van de uitdagingen van deze asana is te voorkomen dat de onderrug ineenzakt. Laat de romp openrollen, zodat het in lijn blijft met het uitgestrekte been. Dit kan betekenen dat het nodig is af te zien van het raken van de voet, tenzij het lukt de schouders met het voorste been in een lijn te brengen.[1]